# Киселе рудничке воде
Описане киселе рудничке воде (AMD) су воде које настају оксидацијом пирита и других сулфидних минерала под дејством ваздуха и воде током рудничких вода.
Интензивна експлоатација и прераде руде (цинка, бакра, никал) довело је до дегредације и загађења стотине хектара земљишта услед одлагања велике колицине рударског отпада(рудничка раскривка, јаловина и флотациона јаловина) и појаве киселих рудничких вода.Често су рудници бакра главни кривци за стваранје киселих вода.На неким рудницима кисела вода се детектује у року од 2-5 година након почетка експлатације.

## Настанак киселих рудничких вода
Овај процес се дешава природно на неоштећеним стенама, и то се јављају на стенама које имају пирита у себи.Сама експлатација минерала постиче настајању AMD-а кроз повећану изложеност сулфида води и ваздуху. Наиме, при подземној или површинској експлотацији у рудницима најчешће присуство вода.Тако долази до оксидације пирита и других сулфида и стварања сумпорне киселине која закисељава рудничке воде.Када вода достигне одређени степен киселости, природно присуство бактерије(родови Thiobacillus,Leptospirillium и др.) убрзавају процес оксидације и ацидификације, чиме долази до снижавања pH вредности, као и до растварања веће количине тешких метала и других метала из рудног тела.
Рудничке воде загађене тешким металима угрожавају водне ресурсе, земљиште, људе у грађевине који се налазе на угроженом подручју.

### Главни проблеми
Главни проблеми изазвани овом врстом загађења су:
- опасности по здравље повезани са присуством токсичних метала у водама,
- опасности по здравље који су резултати неизвесне рехабилитације рудничких локалитета, а повезани су са удисањем и гутањем прашине ношене ветром са рудничког локалитета која у себи садржи кадмијум,олово,живу,сребро,арсен итд.,
- естетско загађење водотокоа повезано са променом боја воде узроковано уношењем хидроксидних соли гвожђа,алуминијума или арсена, где уништавају акватичног живота,
- опасност по здравље проузроковане несрећама великих размера као последица испуштање велике количине отпадних рудничких вода,
- опасност изазвано коришћењем овако загађене воде и тла у пољоприврредне сврхе,
- изазвање убрзане корозије опреме, грађевине и бетонских конструкција.

### Фактори настанка АМD-a
Бројни фактори доводе до стварања АМD-a али се они могу сврстати у три групе:
- фактори који управљају брзину оксидације сулфида,
- фактори који мењају састав рудничке воде у руднику и процесној јаловини
- фактори који мењају састав рудничких вода након изласка изван рудника.

## Хемијске реакције
Један од најзаступљених и најважних минерала који доводе до стварање АМD-а је пирит, сходно томе се деценијама истражује лужење пирита.Оксидација пирита и сулфидним минерала бакра у воденој средини настају услед два истовремена механизма растварања тј. хемијског и биохемијског механизма који укључује микроорганизме.
Оксидација пирита се може описати следећим стехиометријским реакцијама:
```
* 2FeS
2
 + 7O
2
 + 2H
2
O → 2FeSO
4
 + 2H
2
SO
4

* 4FeSO
4
 + O
2
+ 2H
2
SO
4
 → 2Fe
2
(SO
4
)
3
 + 2H
2
O
* Fe
2
(SO
4
) + 6H
2
O  → 2Fe(OH)
3
 + 3H
2
SO
4
```

Приказане реакције оксидацијa пирита у природни треба посматрати као бактерио-хемијси процес који у себи укључује хемијске, микробиолошке и електрохемијске реакције које уависе од специфичних амбијенталних услова на појединим локацијама.Кључна улога бактерија је оксидација гвожђа(II) до гвожћа(III) односно регенерација оксиданса.

## Третмани

### Третман и контрола киселих рудничких вода на самом извору настајања
Да бисте зауставили формирање сумпорне киселине, отпад и јаловина из рудника морају бити спречени да ступе у контакт са кисеоником. Кисеоник може доћи из било којих текућих вода или ваздуха.Потапање јаловине се врши како би избегли контакт са водом, затварајући их иза синтетичких баријера или укопавати их у земљу.

### Активни
Активни третмани киселих рудничких вода се заснива на конвенциалним методама, које си познате као техмологија за повећање pH вредности ових вода, односно стварање редокс услова.

### Пасивни
Један облик лечења је пасивни који подразумева стварање вештачких мочвара где микробиолошки процеси буду подстакнути да сталоже неке од метала.Међутим, ово решење је непрактично за велике руднике због масовног подручја мочвара која ће бити потребна.